# 서하 문자
서하 문자 (한국 한자: 西夏文字, 서하어: 𗼇𘝞(), 중국어: 西夏文, 병음: Xī Xià Wén)는 서하 왕국의 초대 황제 이원호의 시대에 제정된 문자이다. 탕구트인의 언어인 서하어를 표기하는 데 사용되었다.

## 역사
서하 문자는 1036년(대경 원년)에 반포되었다고 전해진다. 황제가 야리인영에게 명하여 창제된 것으로, 대략 6천 문자가 한 번에 공포된 것으로 여겨진다.
1227년(보의 2년)에 서하는 멸망하지만 서하 문자는 그 후에도 일부 존속되어 사용되었다. 현전하는 마지막 용례로 홍치 15년(1502년)에 새겨진 석당(石幢)에 서하 문자가 기록되어 있다.
19세기에 프랑스의 동양학자 가브리엘 데베리아(Gabriel Devéria)에 의해 문자라는 사실이 판명되었다. 20세기에는 러시아의 니콜라이 네프스키와 일본의 니시다 다쓰오 등의 학자에 의해 1960년대에 해독이 진행되었다. 서하인은 중국 고전을 활발히 번역했고 한문과 서하 문자로 적힌 서하어의 병렬 자료가 많아, 거란 문자와 여진 문자 등의 다른 한자파생문자에 비해 해독이 용이한 편이다.

## 특징

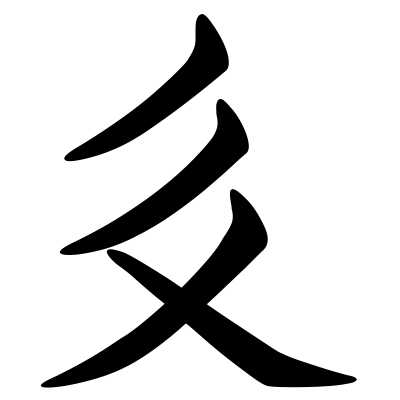
'사람'을 뜻하는 서하 문자

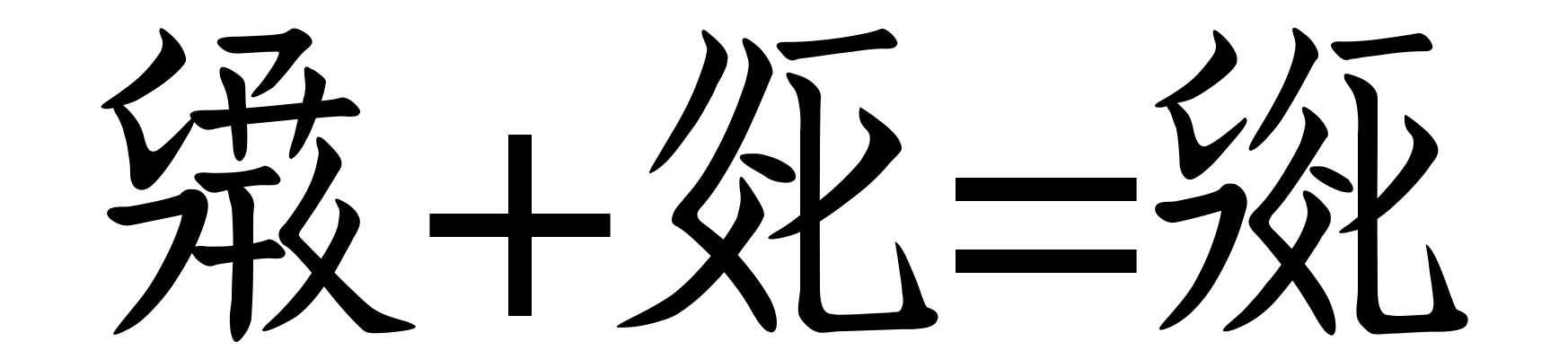
'물'과 '흙'을 의미하는 글자(왼쪽)을 각각 조합하여 '진흙'을 의미하는 글자(오른쪽)을 만든다.

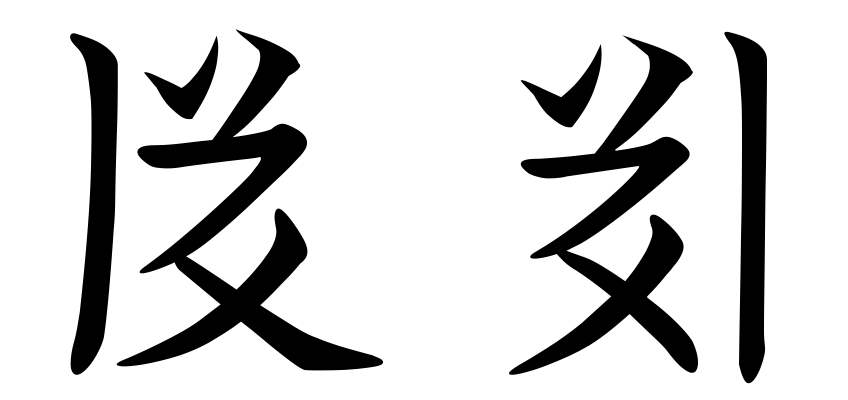
'발가락'(왼쪽)과 '손가락'(오른쪽)을 뜻하는 서하 문자. 각각 같은 요소를 공유한다.

문자 수는 6천이 넘고, 구조는 비슷하게 등장한 거란 문자, 여진 문자와 견주었을 때 한자와 거리가 더 멀다. 거란 문자, 여진 문자는 한자의 편과 방 등의 구조를 그대로 차용한 부분이 보이지만, 서하 문자는 글자꼴 등에서 한자의 기본 짜임새를 직접 따오지 않았다. 서하어는 한장어족에 속하는 언어이기 때문에, 알타이 제어의 특징을 갖는 교착어 거란어, 여진어와 달리, 단음절 성조어로서의 언어적 특징이 문자에 반영되었다.
서하 문자의 일부에는 중국에 대한 대항의식과 자존감이 보이는 부분이 있는데 그 예로 중국이란 뜻의 서하 문자는 "작은"이란 뜻의 의미요소와 "벌레"라는 뜻의 의미요소가 더해져서 이루어진 부분이 그것이다. 또한 거란 문자의 일부 글자와 비슷한 글자도 존재하지만, 서로 관련이 있는지는 확실하지 않다.

### 구조
서하 문자는 단순 문자와 복합 문자의 두 부류로 나눌 수 있으며, 후자가 훨씬 더 많다. 단순 문자는 의미론적이거나 음성적일 수 있다. 서하 문자 중 어느 것도 상형문자가 아닌 반면, 한자는 생성 당시에 있었다. 이것은 서하 문자와 한자 사이의 주요한 차이점들 중 하나이다.
대부분의 복합 문자는 두 가지 구성 요소로 구성된다. 일부는 3~4개로 구성된다. 구성 요소는 단순문자일 수도 있고 복합문자의 일부일 수도 있다. 복합문자에는 회의문자와 형성문자가 포함된다. 중국어와 산스크리트어를 음역하기 위해 몇 가지 특수 합성 문자가 만들어졌다.
이중에 주목할 만한 특수 합성 문자 쌍이 많이 있다. 이러한 쌍의 구성원은 동일한 구성 요소를 가지며 구성 요소의 위치만 다르다(예를 들어 AB : BA, ABC : ACB). 이러한 쌍의 구성원은 매우 유사한 의미를 갖는다.
12세기 단일어 탕구트 운율 사전인 "문자의 바다(서하어 𘝞𗗚; 중국어: 文海, 병음: wén hǎi)"는 각 문자가 어떤 다른 문자에서 파생되었는지를 분석한다. 이 분석은 서하 문자와 한자의 또 다른 차이점을 보여준다. 중국어에서 전형적으로 각 의미 구성 요소는 고유한 의미를, 각 음성 구성 요소는 고유한 음을 가지고 있으며, 여기에 등장하는 복잡한 문자에 이 의미 또는 소리를 부여한다. 이에 비해 탕구트의 "문자의 바다" 분석에서 한 구성 요소는 그것을 포함하는 다른 문자의 의미 또는 소리에 기여하며, 잠재적으로 모든 모습에서 다른 의미를 가질 수 있다. 예를 들어 𘤊 문자는 𗿝 *dze "기러기" = 𗿼 *dźjwow "새" + 𗨜 *dze "장수"와 같이 "새"(𗿼 *dźjwow, 왼쪽이 됨)의 의미를 가질 수 있다. 그러나, 뼈·연기·음식·시간 등의 의미를 전달하는데도 동일한 구성 요소가 사용된다.
일부 구성 요소는 문자의 부분(예: 왼쪽, 오른쪽, 가운데, 아래)에 따라 모양이 달라진다.

## 인코딩
2016년 6월, 유니코드 9.0에서 다국어 보충 평면의 U+17000 - U+187EC 영역에 6,125자의 서하 문자가, U+18800 - U+18AF2에 서하 문자의 요소가 추가되었다. 유니코드 11.0에서는 서하 문자 5글자가, 유니코드 12.0에서는 6글자가, 유니코드 13.0에서는 9글자가 U+187EC 뒤의 코드에 추가되어, 현재 유니코드에 수록되어 있는 서하 문자는 총 6,145자이다.
유니코드의 서하 문자를 표현할 수 있는 폰트는 다음과 같다.
- BabelStone Tangut Wenhai(일부만 수록)
- Tangut Yinchuan(완전 수록)

## 그림

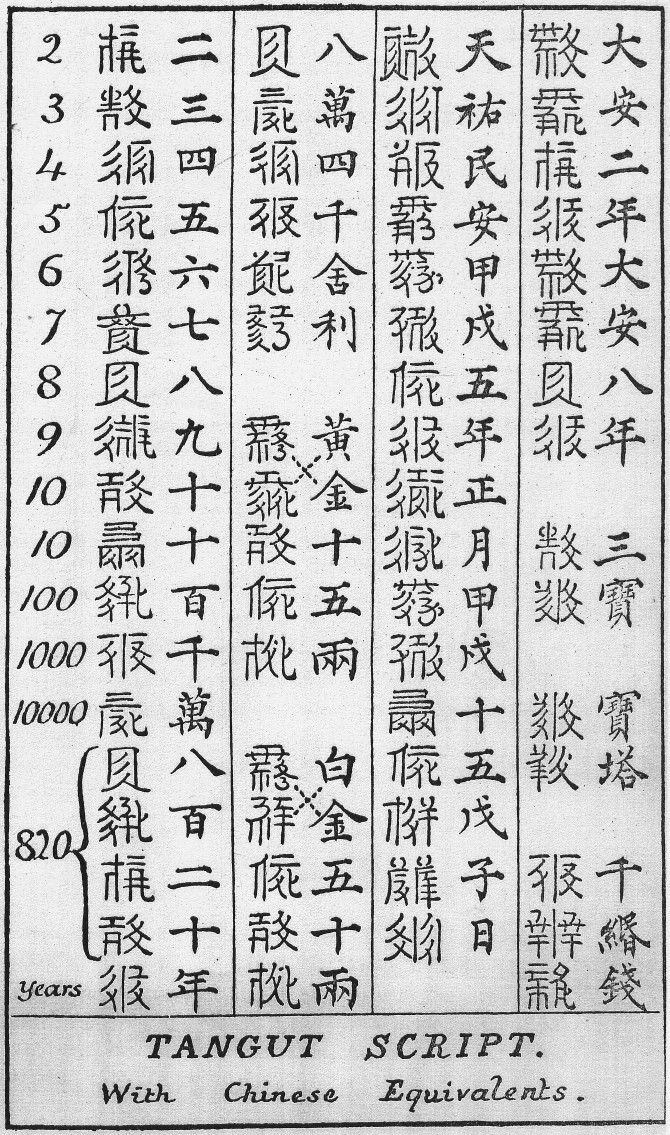
스티븐 우튼 부셸(Stephen Wootton Bushell)이 작성한 한자와 서하 문자 37글자 대조표
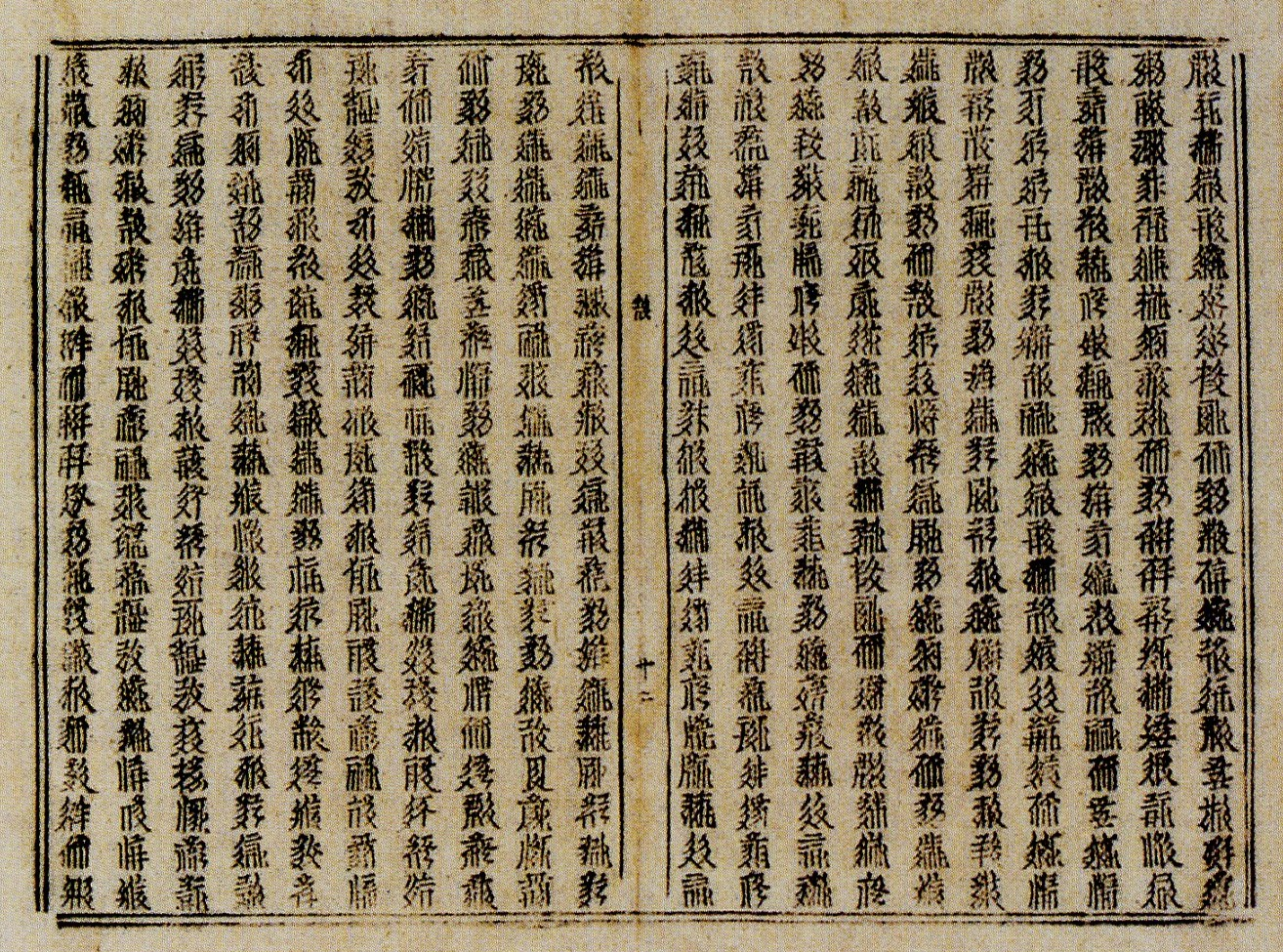
서하 문자로 적힌 불경
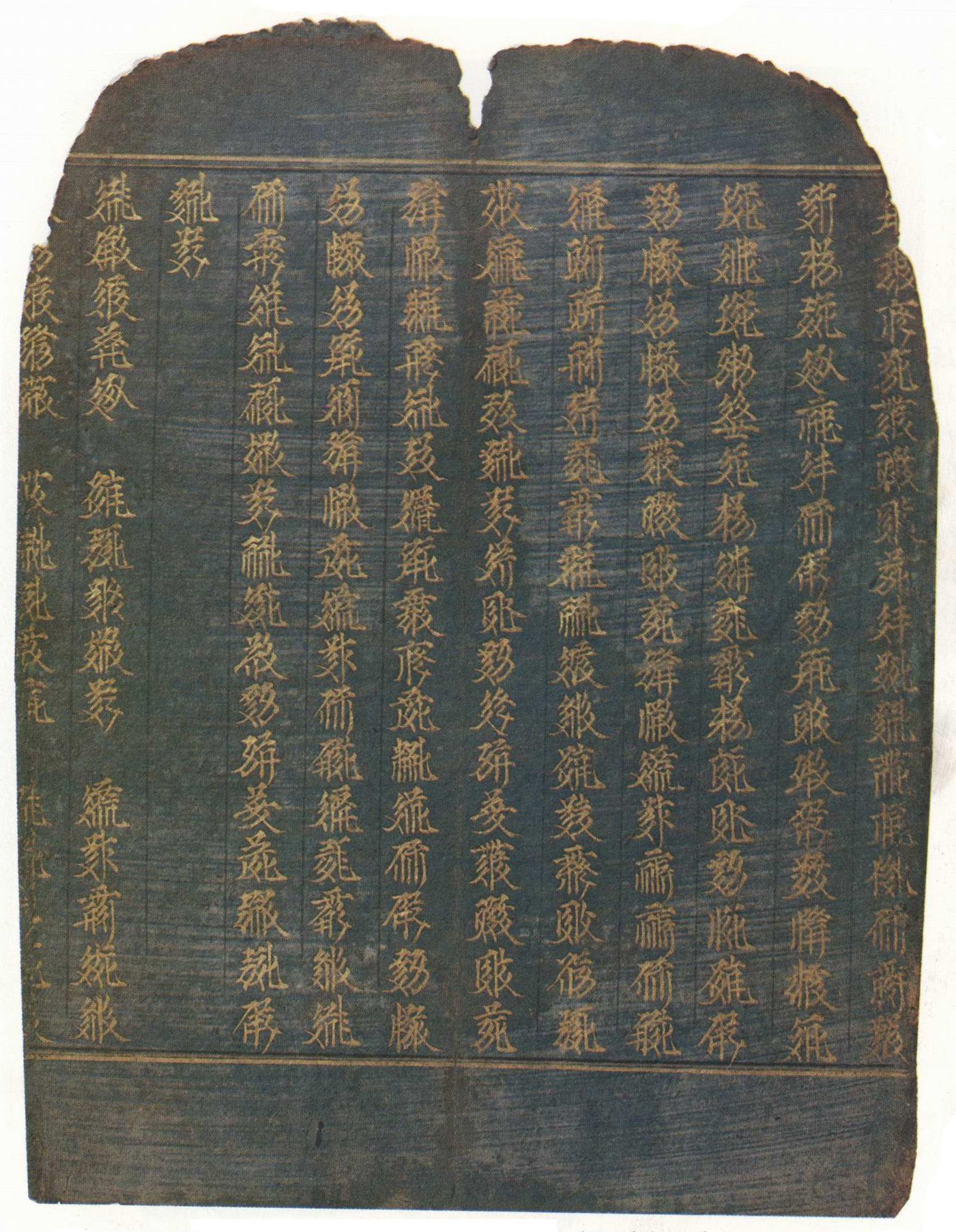
서하 문자로 적힌 불경 〈금광명최승왕경〉(金光明最勝王經)
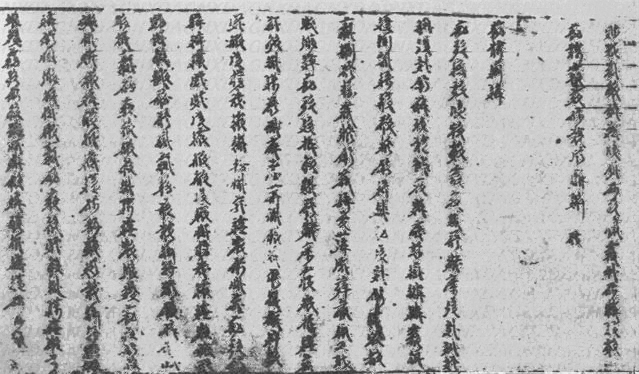
서하 문저로 적힌 손자병법

## 같이 보기
- 야리인영
- 서하어
- 탕구트